# Колос (газета, Кобеляки)
«Колос» — кобеляцька районна україномовна громадсько-політична газета. Виходить по середах та суботах. Наклад: 5000 примірників.

## Історія
Газета вперше почала виходити 1919 року.
Перший документ, який пов’язаний з виданням, датований 25 січня 1919 року. Новостворена газета отримала назву «Голос бідноти».
У перший рік свого життя видання публікувало повідомлення Ревкому, розпорядження та інструкції Ради Народних Комісарів УРСР, повідомлення Кобеляцького повітового революційного комітету тощо.
У 1920-му видання вперше змінило назву — «Вісті». У наступному десятилітті була «Селянська правда» (1930), згодом — «За колективізацію», а з 1936–го, періоду початку найкривавіших сталінських репресій, газета називалася «Більшовик».
З приходом німецьких окупаційних військ у вересні 1941 року газета припинила існування. Через три роки періодичне видання знову почало виходити, але вже під назвою «Переможець».
У 1962-му головне друковане видання Кобеляцького району перетворилося на «Вперед до комунізму». Останнє за часом перейменування сталося у 1965-му, коли газета отримала звичну для багатьох назву — «Колос».

## Зміст
Виходить газета на 6 аркушах формату А3 двічі на тиждень. Основним наповненням газети є новини, місцева самоврядність, соціальні проблеми, економіка, сільське господарство, програма ТБ.